# Non omne quod licet honestum est
Il brocardo Non omne quod licet honestum est (in italiano non tutto quanto è (giuridicamente) permesso, è (moralmente) onesto) esprime un principio di diritto risalente al giureconsulto romano Paolo.
Essa è ricavata da un frammento tratto dal libro 62° del commentario Ad edictum del giurista romano e raccolto dai compilatori giustinianei nel Digesto (50.17.144). Il frammento contiene un elemento di limitazione alla considerazione assolutistica del diritto, insinuando il dubbio che non sia sempre quell’ars boni et aequi che i giuristi presentano come perfetta.
La massima, nell'uso che se ne è fatto in tempi successivi, lascia spazio sia all'ipotesi che il diritto ancora debba operare in molte materie, nelle quali per mancanza di norme si hanno situazioni di ingiustizia (delle quali profitta chi honestus non è), sia alla visione per la quale ciò che il diritto definisce e tutela è un quadro comportamentale parziale o anche viziato da impostazione non condivisibile.
Il brocardo è stato strumentalmente usato, al principio del XX secolo, in occasione dello sviluppo della teoria sull'abuso del diritto.